# Donja Lokošnica
Donja Lokošnica (en serbe cyrillique : Доња Локошница) est un village de Serbie situé sur le territoire de la Ville de Leskovac, district de Jablanica. Au recensement de 2011, il comptait 865 habitants.
Donja Lokošnica est également connue le nom de Donja Lakošnica.

## Démographie

### Évolution historique de la population
| 1948  | 1953  | 1961  | 1971  | 1981  | 1991  | 2002  | 2011 |
| ----- | ----- | ----- | ----- | ----- | ----- | ----- | ---- |
| 1 604 | 1 576 | 1 469 | 1 374 | 1 324 | 1 104 | 1 060 | 865  |

|  |